# Krotivka, Kazanka
Krotivka (în ucraineană Кротівка) este un sat în comuna Mîhailivka din raionul Kazanka, regiunea Mîkolaiiv, Ucraina.

## Demografie
Componența lingvistică a localității Krotivka
     Ucraineană (88,89%)
     Rusă (11,11%)
Conform recensământului din 2001, majoritatea populației localității Krotivka era vorbitoare de ucraineană (88,89%), existând în minoritate și vorbitori de rusă (11,11%).